# 전석호
전석호(1984년 5월 2일 ~ )는 대한민국의 배우이다. 본관은 정선(旌善)이다.

## 학력
- 광남고등학교
- 한양대학교 연극영화과

## 출연 작품

### 영화
- 《아마존 활명수》 (2024년) - 박주창 역
- 《드라이브》 (2024년) - 운전자 사내 역
- 《어디로 가고 싶으신가요》 (2023년) - 도경 역
- 《범죄도시 3》 (2023년) - 김양호 역 (본작의 개그 캐릭터. 양호유통 사장, 첫 천만영화)
- 《만인의 연인》 (2022년) - 창호 역
- 《특송》 (2022년) - 앵벌 남 역 (특별출연)
- 《거래완료》 (2021년) - 광성 역
- 《정가네 목장》 (2021년) - 백 팀장 역
- 《싸나희 순정》 (2021년) - 유씨 역
- 《발신제한》 (2021년) - 김정호 역
- 《비밀의 정원》 (2021년) - 상우 역
- 《영화로운 나날》 (2019년) - 석호 역
- 《걸캅스》 (2019년) - 오 형사 역
- 《각자의 미식》 (2018년) - 밥 먹고 나오는 남자 역 (특별 출연)
- 《늦여름》 (2018년) - 인구 역
- 《미쓰백》 (2018년) - 배 형사 역
- 《봄이가도》 (2018년) - 석호 역
- 《직무유기》 (2017년)
- 《미열》 (2017년)
- 《7호실》 (2017년) - 우형사 역
- 《루시드 드림》 (2017년) - 최경환 역
- 《장기왕: 가락시장 레볼루션》 (티저 예고편, 2017년)
- 《매미, 첫번째 휴일》 (2016년)
- 《작은형》 (2016년) - 조동현 역
- 《봉이 김선달》 (2016년) - 이완 역
- 《굿바이 싱글》 (2016년) - 박감독 역
- 《조난자들》 (2014년) - 상진 역
- 《싱글즈》 (2003년) - 재호 역
- 《하면 된다》 (2000년) - 맹인 역

### 드라마
- 《라이딩 인생》 (2025년, ENA) - 홍재만 역
- 《엄마친구아들》 (2024년, tvN) - 윤명우 역
- 《지배종》 (2024년, Disney+) - 서희 역
- 《무빙》 (2023년, Disney+) - 윤성욱 역
- 《사랑이라 말해요》 (2023년, Disney+) - 최선우 역
- 《학교 2021》 (2021년, KBS2) - 이강훈 역
- 《뫼비우스 : 검은 태양》 (2021년, MBC) - 왕오 역
- 《지리산》 (2021년, tvN) - 김웅순 역
- 《경이로운 소문》 (2020년, OCN) - 소권 역
- 《킹덤》(2019년, 2020년, Netflix) - 조범팔 역
- 《365 : 운명을 거스르는 1년》 (2020년, MBC) - 박영길 역
- 《하이에나》 (2020년, SBS) - 가기혁 역
- 《미스터 기간제》 (2019년, OCN) - 이태석 역
- 《국민 여러분!》 (2019년, KBS2) - 강현태 역
- 《아는 와이프》 (2018년, tvN)
- 《라이프 온 마스》 (2018년, OCN) - 한충호 역
- 《우리가 만난 기적》 (2018년, KBS2) - 박동수 형사 역
- 《라이브》 (2018년, tvN) - 정오의 선배 역 (특별 출연)
- 《회사를 관두는 최고의 순간》 (2018년, oksusu)
- 《저글러스》 (2018년, KBS2) - 박준표 역
- 《한여름의 추억》 (2017년, JTBC) - 차량 접촉사고 상대 남자 역
- 《힘쎈여자 도봉순》 (2017년, JTBC) - 공비서 역
- 《굿 와이프》 (2016년, tvN) - 박도섭 역
- 《미생물》 (2015년, tvN)
- 《미생》 (2014년, tvN) - 하성준 대리 역
- 《학교 이야기》 (2000년, EBS)

### 연극
- 《밀레니엄 소년단》 (2017년) - 전명구 역
- 《Latin America Quartet》 (2017년) - 김한민 역
- 《트루웨스트》 (2015년) - 리 역
- 《인사이드 히말라야》 (2014년) - 밥 딜런 역
- 《불령선인》 (2013년) - 김상복 역
- 《터키블루스》 (2013년, 2014년, 2016년) - 임주혁 역
- 《인디아 블로그》 (2011년, 2012년, 2016년) - 신혁진 역

### 광고
- 이마트  (2017년)
- S-OIL (2016년)
- 대웅제약 우루사 (2016년)
- 스터디맥스 스피킹맥스 (2015년)
- 세노비스 '이 시대의 힘'든자 캠페인 (2015년)
- 프로스펙스 (2015년)
- 쿤룬코리아 코아 (2015년)
- 마즈 스니커즈 (2014년)
- KTF셀프예약서비스 (2004년)
- SK텔레콤 (2003년)

### 텔레비전 프로그램
- 《무한도전》 2016 무한상사 (2016년)
- 《수상한 휴가》 (2016년, KBS2)
- 《현장토크쇼 택시》 362회 (2015년, tvN)
- 《위클리 영화의 발견》 (2015년, SCREEN) - 내레이터

### 라디오
- 2016년 MBC 표준FM 《박정아의 달빛낙원》 '심야 드라마'
- 2016년 MBC FM4U 《박지윤의 fm데이트》 '5분 드라마'
- 2018년 MBC FM4U 《굿모닝 FM 문지애입니다》 '세계문학전집'
- 2018년 MBC FM4U 《굿모닝 FM 김제동입니다》 '옛날 영화를 보러 갔다'

## 홍보대사
- 2017년 제14회 서울환경영화제 홍보대사

## 수상 및 후보
| 연도 | 시상식              | 부문               | 작품     | 결과 |
| ---- | ------------------- | ------------------ | -------- | ---- |
| 2020 | 제56회 백상예술대상 | TV부문 남자 조연상 | 하이에나 | 후보 |